# Stanisław Przyjemski (zm. 1642)
Stanisław Przyjemski herbu Rawicz (? – 1642) – starosta generalny Wielkopolski w latach 1628–1642, marszałek nadworny koronny w latach 1630–1642, wojewoda inowrocławski w latach 1628–1630,  wojewoda poznański w latach 1624–1628,  wojewoda kaliski w latach 1623–1624, starosta kruszwicki w latach 1621–1622, starosta powidzki w 1630 roku, starosta koniński w 1633 roku, dworzanin królewski w latach 1614–1621.
Brat jego dziadka Stanisław Przyjemski (zm. 1595 r.) również piastował urząd marszałka nadwornego koronnego. Starosta międzyłęski i osiecki na przestrzeni od 19 lutego 1633 r. do swej śmierci w 1642 r.
Studiował w kolegium jezuitów w Poznaniu w 1604 roku, w Monachium w 1606 roku, w Dillingen i Ingolstadt w 1608 roku.
Był członkiem konfederacji generalnej zawiązanej 16 lipca 1632 roku. W czasie elekcji 1632 roku został sędzią generalnego sądu kapturowego. Był elektorem Władysława IV Wazy z województwa poznańskiego w 1632 roku.